# 紐約殺人機器
《紐約殺人機器》（英語：Sgt. Kabukiman N.Y.P.D.）是一部1990年美國超級英雄喜劇片，由勞埃德·考夫曼和麥可·赫茲共同執導、監製，考夫曼也和安德魯·奧斯伯恩（Andrew Osborne）與傑佛瑞·W·薩斯（Jeffery W. Sass）共同撰寫劇本。其主演包括瑞克·詹亞納西（Rick Gianasi）、蘇珊·比恩（Susan Byun）及比爾·維登（Bill Weeden）。
故事描述一名笨拙的紐約市警探在調查一系列涉及歌舞伎演員的謀殺案時，卻意外地獲得了能變身成超級英雄「歌舞伎人」（Kabukiman）的能力，並為此開始懲奸除惡的同時，也得阻止一個古老邪惡預言的實現。《紐約殺人機器》自1990年完成後最初於美國電影學院和東京國際奇幻影展首映，但在經過多年後仍遲遲未發行，直到1996年才在部分戲院和影碟市場上推出。

## 劇情
一千年前，邪惡魔頭試圖征服地球，而在失敗後對方預言於某個時代，邪惡魔頭將會再度降臨，而讓整個宇宙會帶來混亂；根據預言，只有某名傳說之人能阻止這一切且他也即將到來。在現代，殺手倫布蘭特闖進屋裡殺了一名日本男子和其兩個小孩，並將他的妻子丟到窗外。
哈利·格里斯沃爾德中士是個笨拙、邋遢的紐約市警探，本想與同事約會的他到劇院去欣賞來自日本的歌舞伎表演，以助一系列歌舞伎演員謀殺案的調查。但未料，舞台上卻上演著倫布蘭特等人槍擊整個演員陣容的情景。在隨後的槍戰中，哈利被一位垂死的演員強行親吻，而意外變成身穿日式和服的歌舞伎模樣。另一方面，偽善的商人兼倫布蘭特的幕後老闆雷金納德·史都華試圖讓紐約陷入緊張的氛圍，以執行他的神秘的計劃。隔日，哈利從上司班德那得知昨晚的案子已結案，並在審訊室和死者（與自己接吻的演員）的孫女露特絲那得知自己繼承了其家族自古以來的神奇力量，並被對方要求吃下了醞釀著該能量的蟲子，但哈利表示拒絕。
在公園，哈利的同事康妮被一群流氓帶走並試圖強暴，而打算阻止的他則被對方圍毆；突然，哈利脫下的木屐自行飛過來而讓他變身為「歌舞伎人」。此狀態的哈利輕鬆的擊敗流氓們，並與露特絲送康妮到醫院；哈利在電視上看見斯尼普斯牧師譴責著警探的行徑。另一方面，史都華派出倫布蘭特以用藥過量的方式殺了康妮。
哈利為此去找庇護流氓們的斯尼普斯理論，但這次他卻失敗地變身成「小丑」而非歌舞伎人，並在與倫布蘭特等人進行一連串的追逐後，因車輛撞壞掉一間商店而使哈利遭到革職。為了掌控自身的力量，哈利在露特絲的幫助下開始進行修行，並在成功掌控後開始以在街區行俠仗義而受到人民的愛戴。之後，哈利逼斯尼普斯錄下了其犯罪的口供；同時，哈利和露特絲產生了愛戀的情愫。但在他中途離開後，露特絲卻遭到史都華等人奪走，以成為老虎的糧食，而使史都華成為復活邪惡魔頭。
得知此事的哈利槍殺了倫布蘭特，並在露特絲的猴子同伴豐田的協助下發現史都華的位置，而班德也及時趕達。但在老虎吃了史都華手下的一名女性後，使天上的星星產生變動而使邪惡魔頭藉由史都華的身軀復活。哈利再次變身成歌舞伎人與邪惡魔頭因雙方力量的碰撞而一起同歸於盡。隔日，倖存的哈利從餘燼中走出並與露特絲一同離開；在此前，班德認為他還是在停職狀態，而他現在只是在「度假」而已。之後，哈利和露特絲一起飛在空中，以繼續擔任在城市打擊犯罪的超級英雄。

## 演員
- 瑞克·詹亞納西（Rick Gianasi）飾演哈利·格里斯沃爾德／歌舞伎人（Harry Griswold / Kabukiman）
- 蘇珊·比恩（Susan Byun）飾演露特絲（Lotus）
- 比爾·維登（Bill Weeden）飾演雷金納德·史都華（Reginald Stuart）
- 湯瑪斯·坎科維奇（Thomas Crnkovich）飾演倫布蘭特（Rembrandt）
- 賴瑞·羅賓森（Larry Robinson）飾演斯尼普斯牧師（Rev. Snipes）
- 諾布爾·李·萊斯特（Noble Lee Lester）飾演班德隊長（Capt. Bender）
- 潘蜜拉·阿斯特（Pamela Alster）飾演康妮·拉羅莎（Connie LaRosa）
- 喬·弗萊沙克（英语：Joe Fleishaker）飾演喬瑟夫斯（Josephs）
- 傑佛瑞·W·薩斯（Jeffery W. Sass）飾演醫生

## 製作
在日本拍攝《毒魔復仇2》（1989年）時，因前集《毒魔復仇》（1984年）受到歡迎，使得導演勞埃德·考夫曼和麥可·赫茲得以和南夢宮的藤村哲哉（Tetsu Fujimura）及中村雅哉合作，推出一部以歌舞伎為主題的超級英雄電影，這據稱是考夫曼所提出的想法。南夢宮也共同出資製作，並為特羅馬娛樂提供了一筆150萬美元的預算。
創作上的分歧從一開始就困擾著其製作；南夢宮與赫茲都想要一部兒童向的主流電影，而考夫曼則想要將該片以特羅馬式的性愛及暴力風格。該片在1990年完成時，且最終被剪輯成PG-13級和R級兩種版本。

## 發行
《紐約殺人機器》於1990年在美國電影學院和東京國際奇幻影展首映。雖然考夫曼將該片於坎城影展上放映了數年，但仍未將其賣出，直到1996年，其PG-13剪輯版在部分戲院和影碟商店推出。在此前，該片曾於1991年時在美國的某些地區進行有限上映。

## 外部連結
- 互联网电影数据库（IMDb）上《紐約殺人機器》的资料（英文）
- 在特羅馬娛樂電影數據庫上的《紐約殺人機器》 （页面存档备份，存于）